# C'è qualcuno nel buio...
C'è qualcuno nel buio... (I Live In Your Basement!) è il sessantunesimo libro della serie Piccoli brividi dell'autore statunitense R. L. Stine.

## Trama
Il protagonista è un dodicenne di nome Marco la cui madre è estremamente apprensiva nei suoi confronti e cerca sempre di fare in modo che tutto sia sicuro per lui. Tutto cambia nella vita del protagonista quando un giorno una sua coetanea di nome Gwynnie lo colpisce violentemente alla testa con una mazza da baseball. Quando Marco si risveglia, nella sua cameretta, squilla il telefono: il ragazzo risponde e sente la voce di un altro ragazzo. Questi, di nome Keith, dice di vivere nel seminterrato del protagonista e che dovrà occuparsi di lui. Da lì in avanti Keith si renderà sempre più presente nella vita di Marco, il quale tuttavia non riesce in alcun modo a dimostrare alla sua protettiva madre la presenza di quello strano ragazzo. La botta in testa, però, ha causato numerosi incubi a Marco e infatti si accorge solo in seguito che Gwynnie, da lui considerata una semplice amica, è in realtà sua sorella. Tornato a casa dall'ospedale, Marco incontra finalmente Keith, che è un ragazzo pallido e con le occhiaie e i capelli neri; successivamente egli si trasforma in un mostro bianco viscido e vischioso, una specie di ammasso informe, e lo avvolge. Marco si salva dal mostro, scoprendo che era solo la sua immaginazione, ma quando torna nella sua cameretta vede nuovamente Keith, il quale comincia a rivoltarsi e a mostrare le sue viscere e organi interni... finché lo stesso Keith non si risveglia dal sogno che stava facendo. A questo punto della storia, infatti, si scopre che Keith e sua madre sono dei mostri che vivono nel seminterrato della casa di Marco e Gwynnie e che possono assumere un aspetto umano. Tutta la storia si rivela essere un sogno di Keith e sua madre lo rimprovera aspramente, dicendogli di non giocare mai più con gli umani poiché estremamente pericolosi.

## Edizioni
- R. L. Stine, C'è qualcuno nel buio..., traduzione di Cristina Scalabrini, collana Piccoli brividi, Arnoldo Mondadori Editore, 1999,  p. 127, ISBN 88-04-47021-6.